# 新MS戦記 機動戦士ガンダム短編集
『新MS戦記 機動戦士ガンダム短編集』（しんえむえすせんき きどうせんしガンダムたんぺんしゅう）は、近藤和久による漫画作品。

## 概要
本作は、雑誌『B-CLUB』28号から連載された『THE DOG OF WAR U.C.0092』を中心とした5作品の短編集である。
核のエピソードである『THE DOG OF WAR U.C.0092』は、『機動戦士ガンダムΖΖ』の終わりから『機動戦士ガンダム 逆襲のシャア』にかけての期間が舞台の作品である。同作者の漫画『機動戦士ガンダム ジオンの再興』の後日談的な内容でもあり、『逆襲のシャア』の劇中で隕石落とし作戦の際に使用する核兵器を奪取するため、フレデリック・F・ブラウン大尉に率いられた第66MS小隊が再度地球に降下し、地球連邦軍管轄の旧ジオン軍オデッサ、マ・クベ鉱山基地跡を襲撃するという内容である。
近藤和久によるモビルスーツ (MS) の進化を独自解釈のもとでデザインしたメカニック群も特徴であり、オリジナルMSをはじめ、従来の設定とは異なる派生機が多数登場する。また、ズゴックやユーコンなど『機動戦士ガンダム』世代の兵器も登場する。
作風には小林源文のドイツ軍物からの影響が見られ、ネオ・ジオンはドイツ軍、MSの戦闘シーンの描写は戦車戦に近いイメージで統一されている。

## 登場人物
フレデリック・F・ブラウン
階級は大尉。歴戦のベテランパイロット。
作中では宇宙世紀0092年のネオ・ジオン軍に所属し、旧マ・クベ鉱山基地に埋蔵されている核ミサイルを奪取する特別MS師団の隊長として、ギラ・ドーガ（陸戦用重装型）に搭乗し衛星軌道上からバリュート装備で地球に降下する。目標の鉱山基地では連邦軍のGコマンダー1機により戦況を覆されるが、連邦軍輸送機ゴリアテの墜落により地下の核が誘爆、皮肉にもGコマンダーと近接戦闘をおこなっている最中で、たまたま彼の機体が重装甲の同機の陰にあったために生還、作戦に協力していたジオン残党軍マッドアングラー隊によって救出されている。
同作者のガンダム漫画作品では頻繁に登場するキャラクターでもある（MS戦記 機動戦士ガンダム0079外伝#概要を参照）。
J・マウア
レイモンド・O・パウロ
リドリー・SS・グロス
ラルフ・H・メシュ
G・S・ターキン

## 登場するモビルスーツ

### ジオン軍
MS-16 ギラ・ドーガ（陸戦用重装型） or MS-16G ギラ・ドーガ G
フレデリック・F・ブラウン大尉が率いた第66MS小隊全員の乗機である。『'THE DOG OF WAR U.C.0092』で登場。隊長機のみ、頭部形状が『ギラ・ドーガ改』と同じになってる以外は、陸戦用として各部パーツ強化や主機の出力向上が図られている。
本来の設定では形式番号はAMS-119だが、本作ではMS-06 ザクIIの再来と期待され、かつてのジオン公国のMSで欠番となっている開発ナンバーの一つMS-16が与えられているという設定である。
MS-19E（AMS-119E） ホーク・アイ
早期警戒＆偵察用MS、変形複座式。探索レドームとほぼ一体化した専用大型バックパックを搭載したAMX-119（RMS-119） アイザックをベースに、脚部をMSN-01 サイコミュシステム高機動試験機同様の高推力スラスターモジュール群に大型降着ギアを複数装着したものに変更している。
PMX-007 ジャギュア（JAGUAR）
フレデリック・F・ブラウン大尉が乗った試作タイプのモビルスーツ。PMX-005ブレッダの発展型で武装強化、バーニアの推力増大に加え、地上戦でのデータ収集の為、宇宙型（ジャギュー ツヴァイ）とは若干形が異なる。同クラスのMSであるサザビー（ただし、シャア・アズナブルらが乗ったニュータイプ用は省く）より、わずかではあるが性能が上である。しかしながら組み立てに非常に時間と費用がかかるために大戦中に7機しか作られておらず、正確なデータ等はいまだに得られていない。『SIDE OPERATION of THE ZION U.C.0092』で登場。
AMX-103P ワルキューレ（WAIQUEURE）
ジオンが開発したニュータイプ専用の重MS、機体ナンバーはPE-210。ZZ登場機体と異なり大柄で、有線サイコミュの腕部は2対4本となり、マニピュレーター部は分離しない代わりに大口径となった各1門のメガ粒子砲を駆使した十字砲火の威力は絶大である。。左第一前腕部のラッチに固定される大型攻盾の武装は拡散メガ粒子砲3基とマインレイヤー1基でハンマ・ハンマと同等ではあるが、盾そのものの形状は大きく異なっており、また近接戦闘時の自衛用として口吻部にザクIII同様のビーム砲を1基搭載している。近藤和久画の『機動戦士Ζガンダム』内でも、MSの姿形は多少違うが登場しており、ハマーン・カーンが搭乗している。『JUPITER [ZEUS] IN OPERATION TITAN U.C.0083』で登場。
木星の衛星イオにあるジオン採掘施設を襲撃後に帰還しようとした地球連邦軍のガンキャノン1個小隊を遠隔狙撃で殲滅するも、救援に駆け付けたガンダムMk.II小隊のパプティマス・シロッコ機と近接戦闘となり小破、一時撤退する事になった。その後の戦歴は不明。
MS-15 PLUS ギャンEX
陸戦白兵用に特化して開発された MS-15 ギャンを宙域戦闘用として統合再改修した上級士官用MS。専用火器としてゲルググJと同じビームマシンガンを装備する。『JUPITER [ZEUS] IN OPERATION TITAN U.C.0083』で登場、機体ナンバーは200。サイコミュ試験機でも在った『ワルキューレ』の護衛として随伴した機体に搭乗していたのは大佐となったシャア・アズナブルである。
衛星イオ近傍宙域でのテスト中に遭遇した「帰投する襲撃部隊」殲滅から防衛戦となり、急接近してきたシロッコ操縦のガンダムMk.IIからのプレッシャーに押され左腕を攻盾と共に喪失、助けに入ったワルキューレの小破を許してしまったが、血気に逸るハマーンを自制させる度量を見せた。一時撤退後はやはり戦歴不明。

### 連邦軍
RX-92 L・A・S  Gコマンダー（試作型νガンダム ランド・アーマー・システム）
連邦軍の重武装大型MS。ガンダム型MSを『地上用自走要塞』として運用する計画のための試作機で、RX-93 νガンダムでの運用を想定していたが、開発時点ではνガンダムが未完成だったため、ニュータイプ用装備を除いた同型のガンダム RX-92に外装された。頭部、腕部はνガンダム、シールドはνガンダムHWSのデザインになっている。ホバー走行で移動。背中にはボディと同等か又はそれ以上の長大な「多連装式ミサイルランチャー」コンテナを2基備えている。外見はMAにしか見えないが、あたかも「ホバーモジュールに座り込んで重武装装甲を着込むような形状」で収まってるためか『The Dog of War U.C. 0092』中ではMSとして紹介されている。
『地球寒冷化作戦』のため、地球連邦に接収された旧マ・クベ鉱山にモスポールされた戦略核兵器回収に降下したジオン軍特務部隊を、近隣基地に試験配備された本MSたった一機で阻止するも、戦闘中のアクシデントで核爆発に巻き込まれ撃破された。
MF-92S
後に近藤の他作品（ガンダム世界とは切り離された短編作品）にて同名、同デザイン（コア部分はνガンダムでは無くなっている）で登場した機体。背中のミサイルコンテナは「M4AA2R BGR (Body Guard Radiobeam：半自律遠隔誘導型護衛ロボット）の搭載ベッド・モジュール」になっている。
RAX-778 G-RAY
ヨーロッパ地域で製造されたとしか分かってない本機は、上記『Gコマンダー』を凌ぐ超特大MAの試作機とされる。有翼スフィンクス状の巨体は大推力のホバーやスラスターを多数搭載し、地面効果を利用して短距離飛翔するなど一見（連邦軍が配備していたホバー式の）陸上戦艦か揚陸艇の様だが、主胴先端にガンダム系のヘッドユニットが付いている。機体左右には「モビルスーツ・キャリアポッド」を装備可能で、全身いたる所に多数の固定砲座を備えている。機体上部後方にある死角をカバーするため、隠蔽式の有線マニピュレーター型ビーム砲「ミサイル・ハーガン」を2基装備するなど、敵機に肉薄された場合の対策もそれなりに施されていたようである。
地球連邦側に於いて製造数や運用期間、戦績などの記録は無いが、終戦までにジオン軍では非公式ながら2度の戦闘遭遇報告がなされている。